# SNAP
L'SNAP és un telescopi en òrbita del Projecte Supernoves i Cosmologia. Sonda de les Supernoves i l'Acceleració, creat com a iniciativa conjunta de la NASA i el Departament d'Energia dels Estats Units. El telescopi SNAP tindrà una càmera òptica d'1 grau quadrat de camp de visió, i una petita càmera en l'infraroig proper. Un espectrògraf podrà descompondre la llum de les supernoves des del seu color ultraviolat proper fins a l'infraroig proper. Un dels objectius d'SNAP és usar les supernoves de tipus Ia com a marcadors de l'expansió de l'univers, i analitzar com l'energia fosca ajuda a frenar el creixement de les galàxies.